# Правителство на Георги Близнашки
Правителството на Георги Близнашки е деветдесет и третото правителство на Република България (четвъртото служебно), назначено с Указ № 200 от 6 август 2014 г. на президента Росен Плевнелиев. Управлява страната до 7 ноември 2014 г., след което е наследено от второто правителство на Бойко Борисов. На 5 август 2014 г. президентът обявява състава, приоритетите и задачите на служебния кабинет.

## Политика
До служебно правителство се стига след подадената оставка на кабинета „Орешарски“, вследствие от общо решение на парламентарно представените партии по време на консултации при президента, проведени на 27 юни 2014 година, за предсрочни избори на 5 октомври същата година.
С решение на Министерски съвет правителството на Близнашки дарява собствеността на храм „Св. Александър Невски“ на Българската православна църква.

## Съставяне
Кабинетът, предложен от Росен Плевнелиев, е формиран от независими експерти.

### Кабинет
Сформира се от следните 16 министри и един председател:
| министерство                                                                    | име | име                 | партия     |
| ------------------------------------------------------------------------------- | --- | ------------------- | ---------- |
| министър-председател                                                            |     | Георги Близнашки    | БСП        |
| заместник министър-председател,1 регионално развитие, инвестиционно проектиране |     | Екатерина Захариева | ГЕРБ       |
| заместник министър-председател,2 труд и социална политика                       |     | Йордан Христосков   | безпартиен |
| заместник министър-председател,3 правосъдие                                     |     | Христо Иванов       | ДСБ        |
| заместник министър-председател4                                                 |     | Илияна Цанова       | безпартиен |
| икономика и енергетика                                                          |     | Васил Щонов         | безпартиен |
| здравеопазване                                                                  |     | Мирослав Ненков     | безпартиен |
| вътрешни работи                                                                 |     | Йордан Бакалов      | СДС        |
| финанси                                                                         |     | Румен Порожанов     | ГЕРБ       |
| транспорт, информационни технологии и съобщения                                 |     | Николина Ангелкова  | ГЕРБ       |
| образование и наука                                                             |     | Румяна Коларова     | безпартиен |
| отбрана                                                                         |     | Велизар Шаламанов   | ДСБ        |
| външни работи                                                                   |     | Даниел Митов        | ДБГ        |
| култура                                                                         |     | Мартин Иванов       | безпартиен |
| младеж и спорт                                                                  |     | Евгения Раданова    | безпартиен |
| земеделие и храни                                                               |     | Васил Грудев        | безпартиен |
| околна среда и води                                                             |     | Светлана Жекова     | безпартиен |

- 1: – отговарящ за икономическата политика.
- 2: – отговарящ за социалната политика.
- 3: – отговарящ за правосъдието, вътрешения ред и сигурността.
- 4: – отговарящ за средствата от Европейския съюз.

### Промени в кабинета

#### от 8 август 2014
- За министър без портфейл за организацията на изборния процес, е назначена Красимира Медарова.[6]

| министерство                               | име | име                | партия |
| ------------------------------------------ | --- | ------------------ | ------ |
| министър за организация на изборния процес |     | Красимира Медарова | ГЕРБ   |

#### от 11 август 2014
- Красимира Медарова се оттегля от поста министър за организация на изборния процес и президентът решава да не назначава такъв министър.[7]

## Образование на министрите
Разпределението на министрите според завършения университет е следното:
- Университет за национално и световно стопанство – 3;
- Софийски университет „Св. Климент Охридски“ – 6;
- Национална спортна академия „Васил Левски“ – 1;
- Медицински университет – София – 1;
- Военна академия „Георги Раковски“ – 1;
- Масачузетски технологичен институт – 1;
- Химикотехнологичен и металургичен университет – 1;
- Харвард – 1;